# Senat Brandt II
Der Senat Brandt II war vom 15. Januar 1959 bis zum 11. März 1963 die Regierung von West-Berlin.
| Amt                                                            | Name                                            | Partei | Partei |
| -------------------------------------------------------------- | ----------------------------------------------- | ------ | ------ |
| Regierender Bürgermeister                                      | Willy Brandt                                    |        | SPD    |
| Bürgermeister                                                  | Franz Amrehn                                    |        | CDU    |
| Senator für Arbeit und Soziales                                | Kurt Exner (ab 16. April 1959)                  |        | SPD    |
| Senator für Bau- und Wohnungswesen                             | Rolf Schwedler                                  |        | SPD    |
| Senator für Bundesangelegenheiten und Post- und Fernmeldewesen | Günter Klein (bis 19. Dezember 1961)            |        | SPD    |
| Klaus Schütz (ab 21. Dezember 1961)                            |                                                 | SPD    |        |
| Senator für Finanzen                                           | Joachim Wolff                                   |        | CDU    |
| Senator für Gesundheitswesen                                   | Hans Schmiljan (gestorben 7. März 1961)         |        | CDU    |
| Hans-Jürgen Behrendt (ab 6. April 1961)                        |                                                 | CDU    |        |
| Senator für Inneres                                            | Joachim Lipschitz (gestorben 11. Dezember 1961) |        | SPD    |
| Heinrich Albertz (ab 21. Dezember 1961)                        |                                                 | SPD    |        |
| Senatorin für Jugend und Sport                                 | Ella Kay (bis 6. Dezember 1962)                 |        | SPD    |
| Kurt Neubauer (ab 11. März 1963)                               |                                                 | SPD    |        |
| Senator für Justiz                                             | Valentin Kielinger                              |        | CDU    |
| Senator für Verkehr und Betriebe                               | Otto Theuner                                    |        | SPD    |
| Senator für Volksbildung                                       | Joachim Tiburtius                               |        | CDU    |
| Senator für Wirtschaft und Kredit                              | Paul Hertz (gestorben 23. Oktober 1961)         |        | SPD    |
| Karl Schiller (ab 21. Dezember 1961)                           |                                                 | SPD    |        |